# Bothriomyrmex syrius
Bothriomyrmex syrius är en myrart som beskrevs av Auguste-Henri Forel 1910. Bothriomyrmex syrius ingår i släktet Bothriomyrmex och familjen myror. Inga underarter finns listade.